# Emanuel Gottlieb Leutze
Emanuel Gottlieb Leutze (24 de mayo de 1816 - 18 de julio de 1868) fue un pintor de historia americano-alemán más conocido por su pintura Washington cruzando el Delaware. Es asociado con la escuela pictórica de Düsseldorf.

## Biografía

### Filadelfia
Leutze nació en Schwäbisch Gmünd, Wurtemberg, Alemania, y se trasladó a Estados Unidos cuando era un niño. Sus padres se establecieron primero en Fredericksburg, Virginia, y luego en Filadelfia. Su educación temprana fue buena, pero no fue especialmente dirigida al arte. El primer desarrollo de su talento artístico ocurrió cuando atendía en su cama a su padre enfermo, cuando intentó dibujar para ocupar las largas horas de espera. Su padre murió en 1831. A los 14, pintaba retratos a 5 dólares cada uno. Con este trabajo se mantuvo después de la muerte de su padre. En 1834, recibió su primera instrucción de arte en clases con John Rubens Smith, un retratista en Filadelfia. Pronto se volvió hábil y organizó un plan para publicar, en Washington, retratos de hombres de estado americanos eminentes; sin embargo, se encontró con poco apoyo.